# 田尻惟信
田尻 惟信（たじり これのぶ）は、江戸時代前期の武士。筑後国柳河藩の藩士。藩職は普請役。家格は組外書院番。石高は100石。田尻惣馬の名で知られる。

## 経歴
延宝6年（1678年）、筑後柳河藩士・田尻惟貞の子として誕生。
3代藩主・立花鑑虎の時に組外書院番から、十時摂津組に転属し、16歳で扶持米を拝領。元禄8年（1695年）に江戸に上る。矢部川改修や回水路新設、柳河藩領の有明海海岸埋め立てや磯島・唐男・高碇井堰の新設などの土木事業に貢献した。
元禄14年（1701年）に病気のために暇をもらい浪人となり、宝永6年2月28日（1709年）に以前と同じ扶持米をもらい再仕官する。後に城中普請役および在方普請役に同時就任した。
宝暦10年（1760年）、死去。

## 父・田尻惟貞
父の田尻惟貞は永禄年間に立花道雪に仕えた田尻鑑春（河内守）から6代目の子孫という。惟信は惟貞の次男にあたる。通称は惣助。
元禄年間に柳河藩の普請役に就任し、柳河藩の領内絵地図の作成に従事。元禄8年（1695年）に、上妻郡北山村の曲り松から山下までの矢部川沿岸1300間の千間土居の築堤工事が行われるが、この主任となる。
元禄10年（1697年）には藩命により別業御茶屋集景亭を完成させる。これは後に藩主家別邸の御花畠（現在の立花氏庭園「御花」）の前身となる。